# شقدعيات
شُقْدُعِيَّات أو ضفادع ضيقة الفم (الاسم العلمي Microhylidae)، فصيلة حيوانات درداء قازبة من البرمائيات ورتبةالضفادع. أنواعها المعروفة كثيرة العدد نحو 584 نوعًا في 61 أجناسًا و11 فُصيلة، وهي أكبر فصيلة من الضفادع، منتشرة في جنوبي شرقي آسيا وفي أفريقيا وأمريكا الشمالية والجنوبية. جميعها من الضفادع الصغيرة القد. تتميز بمساواة سطح ضلعي قوسها الصدري في مركز تلاقيها وبتمدد النتوءات العظمية الجانبية في فقرة العجز. رؤوسها صغيرة مستدقة الأخطام. فكزكها العليا مسننة. أصابع قوائمها الأمامية طليقة أما الخلفية فلاقياسية القيد الحظابي. جلودها متفاوتة الأشكال والثأللة لانظامبة الثعللة. أثوابها متباينة الألوان تكثر فيها السمرة الداكنة والخضار الأغبس والرقشة والسرنجة. معظم أنواعها يعيش على النباتات والأشجار القريبة من الغدران والمناقع ومجاري الماء.اناثها، باكثريتها الساحقة، تسرأ في الماء اضحل. بلاعيطها عادمة الخطم القرني والأسنان الشفوية.